# Wiktor Domański
Wiktor Domański, ps. Larissa, Laryssa (ur. 17 listopada 1907 w Warszawie lub Białej Podlaskiej, zm. po 1942) – polski aktor i reżyser teatralny.

## Życiorys
Urodził się w rodzinie Michała i Marianny z domu Szumer (Szummer). Ukończył gimnazjum, a następnie w 1931 Oddział Dramatyczny Państwowego Konserwatorium Muzycznego w Warszawie. Wcześniej, pod pseudonimem grał w imprezach objazdowych, m.in. z teatrem Morskie Oko w Płocku (1929). Po zakończeniu edukacji występował w Teatrze Nowym w Poznaniu (1932), Teatrze Polskim w Katowicach (1932–1933), Teatrze Małopolskim w Stanisławowie (1933–1934), Teatrze Narodowym w Toruniu oraz Teatrze Nowym w Kaliszu (1934); w ostatnim zajmował się również projektowaniem dekoracji i kostiumów. W latach 1934–1935 grał w Warszawie (Teatr Ateneum, Teatr Aktora), a następnie był członkiem zespołów: Teatru Wołyńskiego w Łucku (1936–1937), Teatru Polskiego w Poznaniu (1937–1938, z zespołem grywał gościnnie w Grodnie) oraz Teatru Miejskiego w Sosnowcu (1938–1939). 
W sezonie 1939/1940 miał występować w Warszawie. Po wybuchu II wojny światowej wyjechał do Białymstoku, gdzie wraz z żoną zaangażowali się do tamtejszego Teatru Miniatur. Zimą 1939/1940 powrócił do Warszawy, a następnie pod koniec 1940 roku przeniósł się do Lwowa. Tam, do czerwca 1941 roku prowadził polski teatrzyk w Domu Kultury Ludowej (wraz z Józefem Prutkowskim). Po ataku Niemiec na ZSRR działał w konspiracji. We wrześniu 1942 roku podczas pobytu w Warszawie został aresztowany przez Gestapo. Był więziony najpierw we Lwowie, a następnie w obozie koncentracyjnym na Majdanku, skąd został wywieziony do Alzacji. Jego dalsze losy nie są znane. W 1955 roku został sądownie uznany za zmarłego.
Przed wojną ożenił się z aktorką Stefanią Gintelówną. W 1941 urodził się ich syn Jacek - również aktor.